# Symphlebia subtessellata
Symphlebia subtessellata är en fjärilsart som beskrevs av Rothschild 1916. Symphlebia subtessellata ingår i släktet Symphlebia och familjen björnspinnare. Inga underarter finns listade i Catalogue of Life.